# Homer Woodson Hargiss
Homer Woodson „Bill” Hargiss (Cherokee megye, Kansas, 1887. szeptember 1. – Lawrence, Kansas, 1978. október 15.) amerikai sportoló és edző. Amerikai futballozott, kosárlabdázott, emellett atlétikaversenyeken is részt vett. Kansasban és Oregonban számos főiskola amerikaifutball-, atlétika-, birkózó- és kosárlabdaedzője volt.

## Játékosként
A Kansasi Állami Tanítóképzőn (ma Emporiai Állami Egyetem) az amerikaifutball-, atlétika-, baseball-, kosárlabda-, ökölvívó- és tornacsapatok tagja volt. 1982-ben bekerült az egyetemi dicsőségcsarnokba, 1970-ben öregdiák-kiválósági díjjal tüntették ki, 1997-ben pedig felkerült a centenáriumi játékoslistára.

## Edzőként

### College of Emporia Fighting Presbies
Első munkáltatója, a College of Emporia Fighting Presbies korábbi csapatával, a Kansasi Állami Tanítóképzővel rivalizált. Arthur Schabinger quarterbackkel korábban nem látott passztechnikákat dolgozott ki.

#### Passztechnikák
A feljegyzések szerint az előre irányú passzt először Arthur Schabinger mutatta be a Washburn Ichabods 1910-es mérkőzésén, viszont más intézmények ezt vitatják (valahol 1906-os dátumot említenek). A Fighting Presbies volt az első, amely az „alacsony” helyett széles körben „magasakat” passzolt. 1910-ben Schabingernek 17 touchdownja volt, amihez hozzájárult az új passztechnika.
Hargiss találta ki az „opciós passzt” is, melynek során a halfbackek a védőjátéktól függő pozíciót vesznek fel.

### Oregon Agricultural Aggies
1918–1919-ben az Oregon Agricultural Aggies (ma Oregon State Beavers) amerikaifutball-, atlétika-, 1918 és 1920 között pedig kosárlabdaedzője volt; összesített eredménye 6–8–1.

### Kansasi Állami Tanítóképző
Tizenkét éven át, 1914 és 1917, illetve 1920 és 1927 között volt a Kansasi Állami Tanítóképző amerikaifutball-csapatának (ma Emporia State Hornets) vezetőedzője. Eredménye 61–23–11, ezzel a csapat harmadik legsikeresebb vezetőedzője.
Jack Reeves fullback egy 1920-as mérkőzésen szerzett nyaksérülésébe később belehalt, továbbá 1922-ben elhunyt Don Davis. A csapat 1926-os szezonjában 144–3-as eredményt ért el.

### Kansas Jayhawks
1928 és 1932 között a Kansas Jayhawks vezetőedzője volt, eredménye 18–16–2. 1932. október 10-én, két nappal az Oklahoma Sooners elleni 21–6-os vereség után kirúgták, utódja Adrian Lindsey helyettes lett.

## Innovációk

### Formáció
Az országban először az Oregoni Mezőgazdasági Főiskola amerikaifutball-csapata használta az egymáshoz közel húzódó formációt. A mérkőzések kezdetén Hargiss utasítására a játékosok a labdától kilenc méterre húzódva súgással megbeszélték stratégiájukat.

### Passz
A College of Emporia Fighting Presbiesnél már 1910-től alkalmazta az előre irányú passz technikáját.

## Családja
Fivére, Floyd Daniel Hargiss az Ottawa Braves amerikaifutball-edzője volt.

## Díjai és elismerései
- 1961-ben a Kansas Sports Hall of Fame tagja lett[20]
- A NAIA Track and Field Hall of Fame tagja[21]
- Az előre irányú passz, az erősebb védősorfal és a közel húzódó formáció egyik első alkalmazója[22]
- A Kansasi Állami Tanítóképzőn ötször volt csapatkapitány[23]
- A beulahi középiskolában három sportág kiváló versenyzője volt[24]
- Bob Dole későbbi szenátor egyetemi edzője[25]

## Eredményei vezetőedzőként
| Év                                                                           | Eredmény                                                                     | Eredmény                                                                     | Helyezés                                                                     |
| Év                                                                           | Összesített                                                                  | Konferencia                                                                  | Helyezés                                                                     |
| College of Emporia Fighting Presbies (Kansas Collegiate Athletic Conference) | College of Emporia Fighting Presbies (Kansas Collegiate Athletic Conference) | College of Emporia Fighting Presbies (Kansas Collegiate Athletic Conference) | College of Emporia Fighting Presbies (Kansas Collegiate Athletic Conference) |
| ---------------------------------------------------------------------------- | ---------------------------------------------------------------------------- | ---------------------------------------------------------------------------- | ---------------------------------------------------------------------------- |
| 1910                                                                         | 5–3–1                                                                        | –                                                                            | –                                                                            |
| 1911                                                                         | 5–2                                                                          | –                                                                            | –                                                                            |
| 1912                                                                         | 7–1                                                                          | 6–1                                                                          | 2.                                                                           |
| College of Emporia:                                                          | 17–6–1                                                                       | –                                                                            | –                                                                            |
| Kansas State Normals (Kansas Collegiate Athletic Conference)                 |                                                                              |                                                                              |                                                                              |
| 1914                                                                         | 5–1–1                                                                        | –                                                                            | –                                                                            |
| 1915                                                                         | 5–2–2                                                                        | 4–0–1                                                                        | T–1.                                                                         |
| 1916                                                                         | 6–3–1                                                                        | 5–1–1                                                                        | 1.                                                                           |
| 1917                                                                         | 5–3–1                                                                        | 5–0–1                                                                        | 2.                                                                           |
| Oregon Agricultural Aggies (Northwest / Pacific Coast Conference)            |                                                                              |                                                                              |                                                                              |
| 1918                                                                         | 2–4                                                                          | N/A 0–2                                                                      | N/A 5.                                                                       |
| 1919                                                                         | 4–4–1                                                                        | 1–1 1–3                                                                      | 3. 6.                                                                        |
| Oregon Agricultural:                                                         | 6–8–1                                                                        | 1–5                                                                          | –                                                                            |
| Kansas State Normals/Teachers (Kansas Collegiate Athletic Conference)        |                                                                              |                                                                              |                                                                              |
| 1920                                                                         | 2–4–2                                                                        | 2–3–1                                                                        | T–?.                                                                         |
| 1921                                                                         | 6–1                                                                          | 6–1                                                                          | 2.                                                                           |
| 1922                                                                         | 6–2                                                                          | 6–1                                                                          | 2.                                                                           |
| 1923                                                                         | 5–1–1                                                                        | 5–1–1                                                                        | T–2.                                                                         |
| 1924                                                                         | 3–4–2                                                                        | 3–3–2                                                                        | T–7.                                                                         |
| 1925                                                                         | 4–3–1                                                                        | 3–2–1                                                                        | T–5.                                                                         |
| 1926                                                                         | 7–0                                                                          | 7–0                                                                          | 1.                                                                           |
| 1927                                                                         | 7–0–1                                                                        | 6–0–1                                                                        | T–1.                                                                         |
| Kansas State Normal:                                                         | 61–24–2                                                                      | 51–12–9                                                                      | –                                                                            |
| Kansas Jayhawks (Big Six Conference)                                         |                                                                              |                                                                              |                                                                              |
| 1928                                                                         | 2–4–2                                                                        | 1–3–1                                                                        | 5.                                                                           |
| 1929                                                                         | 4–4                                                                          | 2–3                                                                          | 5.                                                                           |
| 1930                                                                         | 6–2                                                                          | 4–1                                                                          | 1.                                                                           |
| 1931                                                                         | 5–5                                                                          | 1–3                                                                          | 1.                                                                           |
| 1932                                                                         | 1–1                                                                          | 0–1                                                                          | –                                                                            |
| Kansas:                                                                      | 18–16–2                                                                      | 8–11–1                                                                       | –                                                                            |
| Összesen:                                                                    | 102–54–16                                                                    | –                                                                            | –                                                                            |
| Jelmagyarázat: Konferenciabajnok                                             |                                                                              |                                                                              |                                                                              |

## Fordítás
- Ez a szócikk részben vagy egészben  a   Homer Woodson Hargiss című angol Wikipédia-szócikk ezen változatának fordításán alapul.  Az eredeti cikk szerkesztőit annak laptörténete sorolja fel. Ez a jelzés csupán a megfogalmazás eredetét és a szerzői jogokat jelzi, nem szolgál a cikkben szereplő információk forrásmegjelöléseként.